# Нейфвиль, Мэрилин
Мэрилин Фэй Нейфвиль (англ. Marilyn Fay Neufville; род. 16 ноября 1952, Портлэнд, Ямайка) — ямайская легкоатлетка.

## Биография
Чемпионка (400 метров) и бронзовый призер (эстафета 4×400 метров) Панамериканских игр 1971 года.
Чемпионка Игр Содружества 1970 года в беге на 400 метров.
Чемпионка Игр Центральной Америки и Карибского бассейна 1971 года в беге на 400 метров.
Участница летних Олимпийских игр 1976 года.
Дважды, в 1970 и 1971 годах, признавалась спортсменкой года на Ямайке.